# As Vinhas da Ira
The Grapes of Wrath (br / pt: As Vinhas da Ira) é um livro do escritor norte-americano John Steinbeck, publicado em 1939.
Esta obra recebeu o National Book Award
e o Pulitzer de ficção, e foi citado com destaque quando Steinbeck recebeu o Prêmio Nobel de Literatura no ano de 1962.
Passado durante a grande depressão, o romance centra-se nos Joads, uma família pobre de rendeiros expulsos da sua quinta no Oklahoma pela seca, por dificuldades econômicas, por mudanças na atividade agrícola e pela execução de dívidas pelos bancos forçando o abandono pelos rendeiros do seu modo de vida. Devido à sua situação desesperada e em parte porque estavam no meio do Dust Bowl, os Joads foram embora para a Califórnia. Junto com milhares de outros "Okies", procuraram emprego, terra, dignidade e um futuro.
As Vinhas da Ira é com frequência lido nas aulas de literatura dos ensinos secundário e universitário norte-americanos devido ao seu contexto histórico e ao legado perdurável. Um célebre filme com o mesmo nome do livro, As Vinhas da Ira, com Henry Fonda no principal papel e dirigido por John Ford, foi lançado em 1940.

## Sinopse
Relata a história de uma família pobre do estado de Oklahoma, que durante a Grande Depressão de 1929 se vê obrigada a abandonar as terras que ocupava havia décadas, em regime de meeiros, devido à chegada do progresso, traduzido pela compra de tractores e máquinas pelos donos dessas, e de um novo regime de propriedade. Este factor tornou obsoleto o trabalho manual de aragem e plantio da terra, e forçou-os a rumar em direção à Califórnia.
Este clássico americano, trata dos efeitos da grande depressão de pequenas famílias de fazendeiros do Oeste americano.
A personagem principal, Tom Joad, regressa a casa saído da prisão e reencontra a sua família, já preparada para abandonar a sua terra, Oklahoma, no seguimento de um ano de colheitas ruinoso e também da premente ocupação da terra pelos donos originais e seu maquinário. Concluindo a impossibilidade de manter de pé a propriedade, não tiveram outra opção que não fosse abandoná-la e partir em busca de uma nova vida.
Com o pouco dinheiro que lhes resta, adquirem um velho caminhão e encetam uma viagem para oeste, até à Califórnia. Durante o percurso, a família cruza-se com outras que caminham na mesma direcção e com a mesma intenção, seduzidos por promessas de trabalho e de bons salários.
No entanto, tais expectativas saem frustradas, pois à chegada apercebem-se que o trabalho que há é pouco e mal-remunerado, o que obriga a maioria dos emigrantes a viver em acampamentos temporários ao longo da estrada, sempre sujeita à exploração da mão de obra barata.

## Desenvolvimento
"Este é o começo da passagem do "eu" para o "nós". Se tu que possuis as coisas que as pessoas deviam ter pudesses entender isso, tu poderias preservar-te. Se tu pudesses separar as causas dos resultados, se pudesses saber que Paine, Marx, Jefferson, Lenin foram resultados, não causas, tu poderias sobreviver. Mas isso tu não podes saber. Pois a qualidade de possuir congela-te para sempre no "eu" e separa-te para sempre do "nós".                                                             - do Capítulo 14

O romance desenvolveu-se a partir de 'Os Apanhadores Nómadas', uma série de sete artigos publicados no San Francisco News', de 5 a 12 de outubro de 1936. O jornal encomendou esse trabalho sobre trabalhadores migrantes do Centro Oeste na agricultura da Califórnia. (Foram mais tarde compilados e publicados isoladamente.)

### Título
Quando escrevia o romance na sua casa, o n. 16 250 de Greenwood Lane no que é agora Monte Sereno, Califórnia, Steinbeck teve dificuldade, pouco habitual nele, em conceber um título. O nome de As vinhas da Ira sugerido pela sua esposa Carol Steinbeck, foi considerado mais adequado do que qualquer outro pelo autor. O título é uma referência à letra do "The Battle Hymn of the Republic", de Julia Ward Howe:
Os meus olhos viram a glória da vinda do Senhor:
Ele está pisando fora da safra, onde as vinhas da ira são armazenadas;
Ele Deus desferiu o relâmpago fatídico da Sua terrível espada rápida:
A Sua verdade está em marcha.
Esta lírica refere-se, por sua vez, à passagem bíblica do Apocalipse 14: 19-20, um apelo apocalíptico à justiça e libertação divina da opressão no juízo final.
E o anjo meteu a sua foice na terra, e colheu as uvas da terra, e lançou-as no grande lagar da ira de Deus. E as uvas foram pisadas fora da cidade, e saiu sangue do lagar que chegou aos freios dos cavalos, pelo espaço de mil e seiscentos estádios.
A frase também aparece no final do capítulo 25 de As Vinhas da Ira, que descreve a destruição propositada de alimentos para manter o preço elevado:
e nos olhos dos famintos há uma ira crescente. Nas almas das pessoas, as vinhas da ira estão engrossando e ficando mais pesadas, ficando mais pesadas para a vindima.
A imagem invocada pelo título serve como símbolo crucial no desenvolvimento tanto do enredo como das principais preocupações temáticas do romance: a partir da terrível opressão da prensa do Dust Bowl virá a ira terrível, mas também a libertação dos trabalhadores através da sua cooperação. Isto é sugerido, mas não concretizado na trama do romance.

## Nota do Autor
Ao preparar-se para escrever o romance, Steinbeck escreveu: “Eu quero pôr um letreiro de vergonha nos bastardos gananciosos que são responsáveis por esta [Grande Depressão] e pelos seus efeitos." É famosa a sua afirmação de que “fiz o mais que pude para esfarrapar os nervos do leitor.” Esta obra ganhou muitos seguidores no seio da classe trabalhadora devido à simpatia de Steinbeck para com os emigrantes e o movimento dos trabalhadores, e ao estilo acessível da sua prosa.

## Recepção da Crítica
John Timmerman, estudioso de Steinbeck, resume assim a influência do livro: "As Vinhas da Ira pode muito bem ser o romance mais amplamente discutido - na crítica, nas análises, e nas salas de aula das universidades - da literatura americana do século XX". As Vinhas da Ira é considerado como um grande romance americano.
Na altura da publicação, o romance de Steinbeck “foi um fenómeno à escala de acontecimento nacional. Era publicamente proibido e queimado por cidadãos, foi debatido na rádio em programas de audiência nacional; mas acima de tudo foi lido". De acordo com o New York Times foi o livro que melhor se vendeu em 1939 e em fevereiro de 1940 já tinham sido impressas 430 000 cópias. Neste mês venceu o National Book Award de ficção de 1939, votado pelos membros da American Booksellers Association. Venceria depois o Pulitzer Prize de ficção.
O livro foi notado pela representação apaixonada de Steinbeck da situação dos pobres, e muitos de seus contemporâneos atacaram a sua visão social e política. Bryan Cordyack escreve que, “Steinbeck foi atacado como propagandista e socialista tanto da esquerda como da direita do leque político." O mais veemente dos ataques veio da Associação de Fazendeiros da Califórnia; ficaram desagradados com a apresentação no livro das atitudes e conduta dos fazendeiros de Califórnia para com os imigrantes. Denunciaram o livro como um “bloco das mentiras” e etiquetaram-no como “propaganda comunista”. Alguns acusaram Steinbeck de exagerar as condições do campo para reforçar um argumento político. Steinbeck tinha visitado os acampamentos muito tempo antes da publicação do romance e argumenta que a sua natureza inumana destruiu o espírito dos colonizadores.
Em 1962, o Comité do Prémio Nobel citou As vinhas da Ira como “uma grande obra” e como uma das razões principais do Comité para conceder a Steinbeck o Prémio Nobel de Literatura.
Em 2005, a revista Time incluiu o romance na sua lista “Os 100 melhores romances em língua inglesa de 1923 a 2005”. Em 2009, The Daily Telegraph do Reino Unido incluiu o romance nos “100 romances que todos deveriam ler”. Em 1998, a Modern Library ordenou As Vinhas da Ira como o décimo na sua lista dos "Cem melhores romances em língua inglesa do século XX". Em 1999, o francês Le Monde de Paris ordenou As Vinhas da Ira como sétimo na sua lista dos "100 melhores livros do século XX". No Reino Unido, foi listado em 29 dos “romances mais queridos do país” no inquérito de 2003 da BBC.

## Adaptações

### Filme
O livro foi rapidamente adaptado ao cinema num filme de Hollywood de 1940 do mesmo nome dirigido por John Ford e Henry Fonda no principal papel como Tom Joad. A primeira parte desta película segue o livro muito de perto. Contudo, a segunda metade e especialmente a parte final são significativamente diferentes do livro. John Springer, autor de Os Fondas (Citadel, 1973), disse sobre Henry Fonda e o seu papel na versão fílmica de As Vinhas da Ira: “Um Grande Romance Americano fez um dos Grandes Filmes Americanos de sempre”.
Em julho de 2013 Steven Spielberg anunciou os seus planos para dirigir uma nova versão de As Vinhas da Ira para a DreamWorks.

### Música
A canção de Woody Guthrie, "The Ballad of Tom Joad" do álbum Dust Bowl Ballads (1940), explora a vida do protagonista do livro após a libertação condicional da prisão.
O músico e autor de rock americano Bruce Springsteen deu o título The Ghost of Tom Joad (1995) ao seu décimo primeiro álbum de estúdio, com base no personagem. A primeira trilha do álbum é também intitulada “The Ghost of Tom Joad“. A canção - e em menor medida, as outras canções do álbum - traça comparações entre Dust Bowl e os tempos modernos. Posteriormente, a mesma canção foi regravada pela banda de rock americana ativista Rage Against The Machine, e lançada em seu álbum Renegades, no ano de 2000.
A canção "Dust Bowl Dance" dos Mumford & Sons é baseada no romance.
Os Bad Religion têm uma canção intitulada "Grains of Wraith" no seu álbum de 2007, New Maps of Hell. O vocalista dos Bad Religion, Greg Graffin é um admirador de Steinbeck.
A banda de rock progressivo Camel lançou em 1991 um álbum intitulado Dust and Dreams inspirado no romance.
A ópera As Vinhas da Ira baseada no romance foi co-produzida pela Ópera de Minnesota e pelo Utah Symphony and Opera, com música de Ricky Ian Gordon e libretto de Michael Korie. A estreia mundial da ópera ocorreu em fevereiro de 2007, recebendo críticas locais favoráveis.
Em 1990 a banda de rock progressivo The Mission lança o álbum "Carved in Sand" com a música "The Grapes of Wrath".

### Teatro
A Steppenwolf Theatre Company produziu a peça As Vinhas da Ira, uma adaptação ao teatro do livro, adaptada por Galati Frank. Gary Sinise desempenhou o papel de Tom Joad em todas as 188 sessões da temporada na Broadway em 1990. Uma das representações foi filmada e apresentada na PBS no ano seguinte.
Em 1990, a companhia de teatro Illegitimate Players em Chicago produziu Das Vinhas e das Nozes, uma mistura original satírica de As Vinhas da Ira e do aclamado romance de Steinbeck Of Mice and Men.

## Ligações Externas
- John Steinbeck in the Santa Cruz Mountains – Uma historia da vida de Steinbeck na Serra de Santa Cruz quando escrevia The Grapes of Wrath
- 2 episódios de radio "Spring in California" e "Route 66" a partir de The Grapes of Wrath, California Legacy Project.
- "The Grapes of Wrath revisited," (videos) The Guardian [Chris McGreal jornadas ao longo da Route 66 – seguindo o trilho dos Joads de The Grapes of Wrath de John Steinbeck, para comparar aquele relato da Grande Depressão com a situação dos EUA do tempo do Presidente Barack Obama.
- Encyclopedia of Oklahoma History and Culture – Grapes of Wrath
- National Public Radio: Grapes of Wrath, Present at the Creation
- Oklahoma Digital Maps: Digital Collections of Oklahoma and Indian Territory